# Partia Komunistyczna (Flandria)
Partia Komunistyczna (niderlandzki Kommunistische Partij KP) – belgijska partia polityczna o poglądach marksistowsko-leninowskich. Została założona w 1989. Ugrupowanie wywodzi się z Komunistycznej Partii Belgii. 
Partia wydaje dziennik Agora.
Partia jest członkiem Europejskiej Partii Lewicy.